# Олівія Д'Або
Олівія д'Або (англ. Olivia d’Abo, нар. 22 січня 1969) — британська акторка, співачка та музикантка.

## Життя та кар'єра
Олівія д'Або народилася 1969 року в Лондоні, Англія. Вона дебютувала в кіно в 1984 році у фільмі "Конан-руйнівник" і в наступні десятиліття зіграла понад 80 ролей. Пізніше вона знялася у провальному фільмі «Болеро» з Бо Дерек. Д'Або отримала антипремію «Золота малина» як найгірша нова зірка за роль у фільмі. Пізніше її кар'єра складалася не дуже успішно і Олівія з'являлася переважно у фільмах категорії «Б» й озвучувала мультфільми. В анімації Д'Або озвучила Соню Блейд у фільмі «Смертельна битва: Захисники королівства» (1996); Мелані Вокер у Бетмені за межами (1999—2000); Зоряний сапфір у Лізі справедливості (2001); і Морген ле Фей у Лізі Справедливості (2004); Так у Завойовнику Зім (2001—2002); Джейн Портер у «Легенді про Тарзана»; Майстер-джедай Лумінара Ундулі у фільмі «Зоряні війни: Війни клонів» (2008), де вона повторила роль персонажки в епізодичній ролі у фільмі «Зоряні війни: Сходження Скайвокера» (2019); Керол Ферріс у фільмі «Зелений ліхтар: Перший політ» (2009); і Наталія Романофф у «Великих месниках» і «Великих месниках 2: Повстання Пантери» (обидва 2006).
У лютому 2013 року Д'Або почала зйомки для Tesla Effect: A Tex Murphy Adventure (робоча назва: Project Fedora), відеоігри, яка поєднувала кадри живої дії з 3D-графікою.
Д'Або здобула найбільшу популярність у телесеріалі «Чудові роки», де вона знімалася з 1988 по 1993 рік. У двохтисячних вона мала періодичну роль у серіалі « Закон і порядок: Злочинні наміри».

## Особисте життя
Була заручена зі співаком Джуліаном Ленноном; заручини закінчилися в 1992 році. Зустрічалася з Джеймсом Куакенбушем у 2019—2022 роках. Заручилася з актором Томасом Джейном у 1998 році після роботи з ним у кількох проєктах, таких як «Швидкість Гері» та «Джонні Нітро». У 2001 році пара розірвала заручини.
Олівія Д'Або має сина Олівера Вільяма д'Або (нар. 1995) і була одружена з автором пісень і музичним продюсером Патріком Леонардом з 2002 по 2012 рік.

## Фільмографія
- 1984 — Конан-руйнівник / Conan The Destroyer
- 1984 — Болеро / Bolero
- 1986 — Політ / Flying
- 1989 — Під зірками / Beyond The Stars
- 1993 — Повернення немає / Point Of No Return
- 1993 — Світ Вейна 2 / Wayne's World 2
- 1994 — Жадібність / Greedy
- 1994 — Незабутня пам'ять / Clean Slate
- 1995 — Біг грін / The Big Green
- 1995 — Забути та згадати / Kicking and Screaming
- 1995 — Хлопчишник навпаки / Live Nude Girls
- 1999 — Король футболу / Soccer Dog: The Movie
- 2005 — Уяви нас разом / Imagine Me & You
- 2006 — Ultimate Месники 2 / Ultimate Avengers 2
- 2019 — Зоряні війни: Скайуокер. Схід / Star Wars: The Rise of Skywalker